# Guadalajarismo
Guadalajarismo es un término que hace referencia a la extendida costumbre de absentismo de las cátedras de las universidades de distrito durante algunos períodos históricos de la universidad española.

## Descripción
En la ausencia de catedráticos, dejando la carga de las clases a profesores ayudantes y auxiliares, está relacionada con el ejercicio de la profesión, y los autores lo señalan especialmente en las facultades de medicina y derecho. El fenómeno ha sido estudiado sobre todo para la Universidad de Salamanca.
Aceptando este término en su acepción más amplia, él se define como "un amplio tipo de conductas, profundamente arraigadas en la Universidad española, en virtud de las cuales los profesores foráneos que llegan a Salamanca, defienden sus intereses personales muchas veces contrapuestos con los intereses institucionales. Salamanca, enclavada en un espacio geográfico escasamente poblado, alejada de las vías por donde circulan los poderes económico y político, y alejada también del tren que vehicula el poder derivado de las nuevas influencias, sufre el desgaste de sus vicios y virtudes, ejercidos durante los, entonces, casi siete siglos de existencia de su Universidad".
Las cátedras de universidades como las de Salamanca, La Laguna o Murcia eran usadas como trampolín para promocionar a otros puestos de mayores posibilidades en Madrid o Barcelona. En los años 50 se realizan reformas desde el Ministerio de educación nacional para atajar esta conducta. Sigue usándose en la actualidad dentro del mundo universitario, para denominar a la concentración de clases en pocos días de la semana para profesores que no residen en la sede universitaria, facilitadas por la mejora de las comunicaciones y la proliferación de universidades en casi todas las provincias españolas, aunque no resulte una situación tan extendida como en los años centrales del siglo XX.
Aunque el término no está recogido en diccionarios como el de la Real Academia, sí que es usado en el campo de estudios y reflexión sobre el sistema universitario.